# Retroshare
RetroShare è una piattaforma software libero che offre molte funzionalità tra cui condivisione di file, con posta elettronica senza server, messaggistica istantanea e forum basandosi su una rete criptata friend-to-friend costruita su PGP pubblicato il 20 febbraio 2012.
Non è strettamente una darknet dato che i "pari" possono opzionalmente comunicare certificati e indirizzi IP, da e per i loro amici.
È disponibile per molti sistemi operativi tra cui Windows, Linux, FreeBSD, Android, e macOS.
Dopo l'installazione RetroShare genera una coppia di chiavi PGP. Dopo l'autenticazione e lo scambio di una chiave asimmetrica, ssl è usato per stabilire una connessione. La criptazione è fatta usando OpenSSL. Gli amici di amici non possono connettersi come pre-impostazione, ma possono conoscere l'esistenza dell'altro se l'utente lo permette.
Il gruppo di sviluppatori dichiara che non c'è spam o opzioni aggiuntive da installare, e nessun dato è salvato nel cloud, o in qualche server centrale di RetroShare.
Si possono condividere cartelle fra gli utenti. Il trasferimento file è fatto con un sistema multi-hop a sciame.

I file sono rappresentati dal loro hash SHA-1, e i link dei file URL correlati possono essere esportati, copiati e incollati all'interno e al di fuori di RetroShare per pubblicare la loro locazione virtuale in una rete RetroShare.

## Caratteristiche
- Ricerca di amici
- Messaggistica istantanea
- Chat di gruppo
- canali come IRC
- forum anonimi/autenticati
- Ricerca Multi-hop di file
- NAT hole punching
- Swarming come nei protocolli BitTorrent
- Interfaccia utente indipendente dalla piattaforma basata su Qt (toolkit)
- Localizzazione in molte lingue
- Condivisione di file con amici ed anonima
- Schema URL per i file condivisi
- Completamente decentralizzato
- Localizzazione IP opzionale usando Kademlia DHT
- Supporto al port forwarding UPnP / NAT-PMP
- Panoramica su tutti i file condivisi
- Scaricamento/caricamento multiplo e simultaneo di file
- Supporto ad estensioni
- Supporto al recupero dello scaricamento dopo essere uscito dal programma
- Aggiungere gli scaricamenti attraverso collegamenti da siti internet
- Panoramica sulle statistiche di instradamento interne